# Gorenja Vas - Poljane
Gorenja Vas - Poljane là một khu tự quản (tiếng Slovenia: občine, số ít – občina) trong vùng Gorenjska của Slovenia. Gorenja Vas - Poljane có diện tích 153.3 km2, dân số là theo điều tra ngày 31 tháng 3 năm 2002 là 6877 người. Thủ phủ khu tự quản Gorenja Vas - Poljane đóng tại Gorenja vas.